# Symetra Tour
El Symetra Tour, anteriormente conocido como el LPGA Futures Tour y por razones de patrocinio entre 2006 y 2010 el Duramed Futures Tour, es la competición oficial del desarrollo de la LPGA. En el tour podrán participar mujeres golfistas profesionales y aficionados cualificados.

## Historia
El Futures Tour fue fundado en Florida en 1981 con el nombre de "Tampa Bahía Mini Tour". Oficialmente se renombró a Futures Golf Tour en 1983 y en 1999 se designó como "tour de desarrollo oficial" del LPGA Tour (siglas en inglés para Ladies Professional Golf Association).
Grace Park, Marilyn Lovander y Audra Burks fueron las primeras deportistas en recibir automáticamente la asociación a la LPGA por acabar en los puestos uno, dos y tres en la Futures Golf Tourr Money List.
La edad mínima para participar estuvo reducida estuvo a 17 años hasta la temporada 2006. A partir del 18 de julio de 2007, el LPGA anunció que había adquirido el Future Tour con el fin de "atraer a mujeres golfistas profesionales bajo un mismo paraguas." 
Duramed, una compañía farmacéutica, fue el patrocinador del título entre 2006 y 2010.
En 2012, Symetra, un proveedor de seguros con base en Estados Unidos, comenzó a patrocinar el tour, por lo que se renombró a"Symetra Tour".

## Promoción a LPGA

### 1999–2007
De 1999 a 2007 las cinco mujeres con más ganancias de campeonatos ganaban la afiliación completa para la temporada siguiente del LPGA Tour. De la sexta hasta la decimosexta posición, los que no eran miembros de la LPGA, eran automáticamente adelantados al LPGA Final Qualifying Tournament sin tener que pasar por la clasificación.

### 2008–2010
A principios de 2008, se cambió el proceso para la promoción al LPGA. Las diez mujeres con más ganancias de campeonatos recibían la afiliación completa para la temporada siguiente del LPGA Tour, con aquellas cinco primeras que tenían prioridad para el acceso a eventos frente a las otras cinco golfistas (siendo que estas últimas aún podían competir en la LPGA Qualifying School para mejorar su membresía a lo largo de temporada).

### 2011–presente
A principios de 2011, el proceso de promoción se modificó ligeramente para que 12 golfistas, excluyendo a actuales miembros de la LPGA tras los diez primeros clasificados, tuvieran entrada automática a la Etapa III del LPGA Cualificando Torneo.
El Symetra Tour también ofrece la promoción instantánea al LPGA para quienes ganen tres veces en una única temporada, similarmente al PGA-afiliado Korn ferry Tour y tour europeo afiliado Challenge Tour.

## Jugadoras
Las jugadoras vienen de todo el mundo para  competir en el Symetra Tour.
Entre las graduadas del Future Tour figuran las ganadoras del torneo LPGA Laura Davies, Meaghan Francella, Cristie Kerr, Christina Kim, Mo Martin, Lorena Ochoa, Parque de Gracia, Stacy Prammanasudh, Sherri Steinhauer y Karrie Webb.

## Programas de visita histórica y resultados
| Año  | Número de torneos | Premio total (US $) | Dinero de premio por torneo (US $) |
| ---- | ----------------- | ------------------- | ---------------------------------- |
| 2020 | 10                | 1,625,000           | 162,500                            |
| 2019 | 23                | 4,000,000           | 173,913                            |
| 2018 | 21                | 2,990,000           | 142,381                            |
| 2017 | 22                | 2,950,000           | 134,091                            |
| 2016 | 23                | 3,125,000           | 135,870                            |
| 2015 | 23                | 2,420,000           | 105,217                            |
| 2014 | 20                | 2,250,000           | 112,500                            |
| 2013 | 15                | 1,625,000           | 108,333                            |
| 2012 | 16                | 1,755,000           | 109,688                            |
| 2011 | 16                | 1,765,000           | 110,313                            |
| 2010 | 17                | 1,920,000           | 112,941                            |
| 2009 | 17                | 1,795,000           | 105,588                            |
| 2008 | 18                | 1,710,000           | 95,000                             |
| 2007 | 19                | 1,585,000           | 83,421                             |
| 2006 | 19                | 1,425,000           | 75,000                             |

## Premios
- El Jugador del Premio de Año está dado al jugador quién dirige la lista de dinero al final de la estación.
- La Gaëlle Truet Rookie del Premio de Año está otorgado al jugador que compite en su primera temporada profesional que acaba más alto en el Symetra Tour por ranking de ganancias. Truet era una miembro del tour que falleció en un accidente automovilístico durante la temporada de 2006, año en el cual el premio se renombró en su honor.
- El Trainor el premio ha sido dado cada año desde entonces 1999 a un individual o agrupar aquello ha hecho una contribución significativa a mujeres  golf. Está nombrado en honor a la fundadora del tour y presidente anterior, Eloise Trainor.
- El Premio de Heather Wilbur Spirit ha sido dado cada año desde el 2003 a una golfista del Symetra Tour quién "más ejemplifica dedicación, valor, perseverancia, amor del juego y espíritu hacia conseguir objetivos como profesionales golfista." Está nombrado en memoria de Heather Wilbur, una tetraparticipante del tour quien murió de leucemia en 2000 a la edad de 27.

| Año  | Jugador del Año      | Rookie Del Año    | Premio Trainor                       | Premio de Heather Wilbur Spirit |
| ---- | -------------------- | ----------------- | ------------------------------------ | ------------------------------- |
| 2020 | Ana Belac            | Ana Belac         |                                      |                                 |
| 2019 | Perrine Delacour     | Patty Tavatanakit |                                      | Bandera de ?                    |
| 2018 | Ruixin Liu           | Linnea Ström      |                                      | Bandera de ?                    |
| 2017 | Benyapa Niphatsophon | Hannah Green      | Potawatomi Tribus de nación          | Laura Wearn                     |
| 2016 | Madelene Sagström    | Madelene Sagström | John Ritenour and Valli Ritenour     | Ally McDonald                   |
| 2015 | Annie Park           | Annie Park        | Walt Lincer                          | Casey Grice                     |
| 2014 | Marissa Steen        | Min Lee           | Mike Vadala                          | Min Seo Kwak                    |
| 2013 | P.K. Kongkraphan     | Giulia Molinaro   | Kyung Ahn Moon                       | Melissa Eaton                   |
| 2012 | Esther Choe          | Mi Hyang Lee      | Zayra Calderon                       | Nicole Jeray                    |
| 2011 | Kathleen Ekey        | Sydnee Michaels   | n/Un                                 | Izzy Beisiegel                  |
| 2010 | Cindy LaCrosse       | Jennifer Song     | Mujeres ejecutivas Golf Asociación   | Mo Martin                       |
| 2009 | Mina Harigae         | Mina Harigae      | Renee Powell                         | Malinda Johnson                 |
| 2008 | Vicky Hurst          | Vicky Hurst       | Jocelyne Bourassa                    | Katie Fraley                    |
| 2007 | Emily Bastel         | Violeta Retamoza  | Cynthia Rihm                         | Jenny Hansen                    |
| 2006 | Song-Hee Kim         | Song-Hee Kim      | Sherrin Smyers                       | Katie Connelly                  |
| 2005 | Seon-Hwa Lee         | Sun Young Yoo     | Karrie Webb                          | Salimah Mussani                 |
| 2004 | Jimin Kang           | Aram Cho          | Decatur, Illinois Women's Committees | Lindsey Wright                  |
| 2003 | Stacy Prammanasudh   | Soo Young Moon    | Wilma Gilliland                      | Heather Wilbur                  |
| 2002 | Lorena Ochoa         | Lorena Ochoa      | Bob Hirschman and Connie Shorb       |                                 |
| 2001 | Beth Bauer           | Beth Bauer        | Diane Lewis                          |                                 |
| 2000 | Heather Zakhar       | Jamie Hullett     | Betty Puskar                         |                                 |
| 1999 | Grace Park           |                   | Lew Williams                         |                                 |
| 1998 | Michelle Bell        |                   |                                      |                                 |
| 1997 | Marilyn Lovander     |                   |                                      |                                 |
| 1996 | Vickie Moran         |                   |                                      |                                 |
| 1995 | Patty Ehrhart        |                   |                                      |                                 |
| 1994 | Marilyn Lovander     |                   |                                      |                                 |
| 1993 | Nanci Bowen          |                   |                                      |                                 |
| 1992 | Jodi Figley          |                   |                                      |                                 |
| 1991 | Kim Williams         |                   |                                      |                                 |
| 1990 | Denise Baldwin       |                   |                                      |                                 |
| 1989 | Jennifer MacCurrach  |                   |                                      |                                 |
| 1988 | Jenny Lidback        |                   |                                      |                                 |
| 1987 | Laurel Kean          |                   |                                      |                                 |
| 1986 | Tammie Green         |                   |                                      |                                 |
| 1985 | Tammie Green         |                   |                                      |                                 |
| 1984 | Penny Hammel         |                   |                                      |                                 |